# Eulenbrunnen (Ludwigshafen)

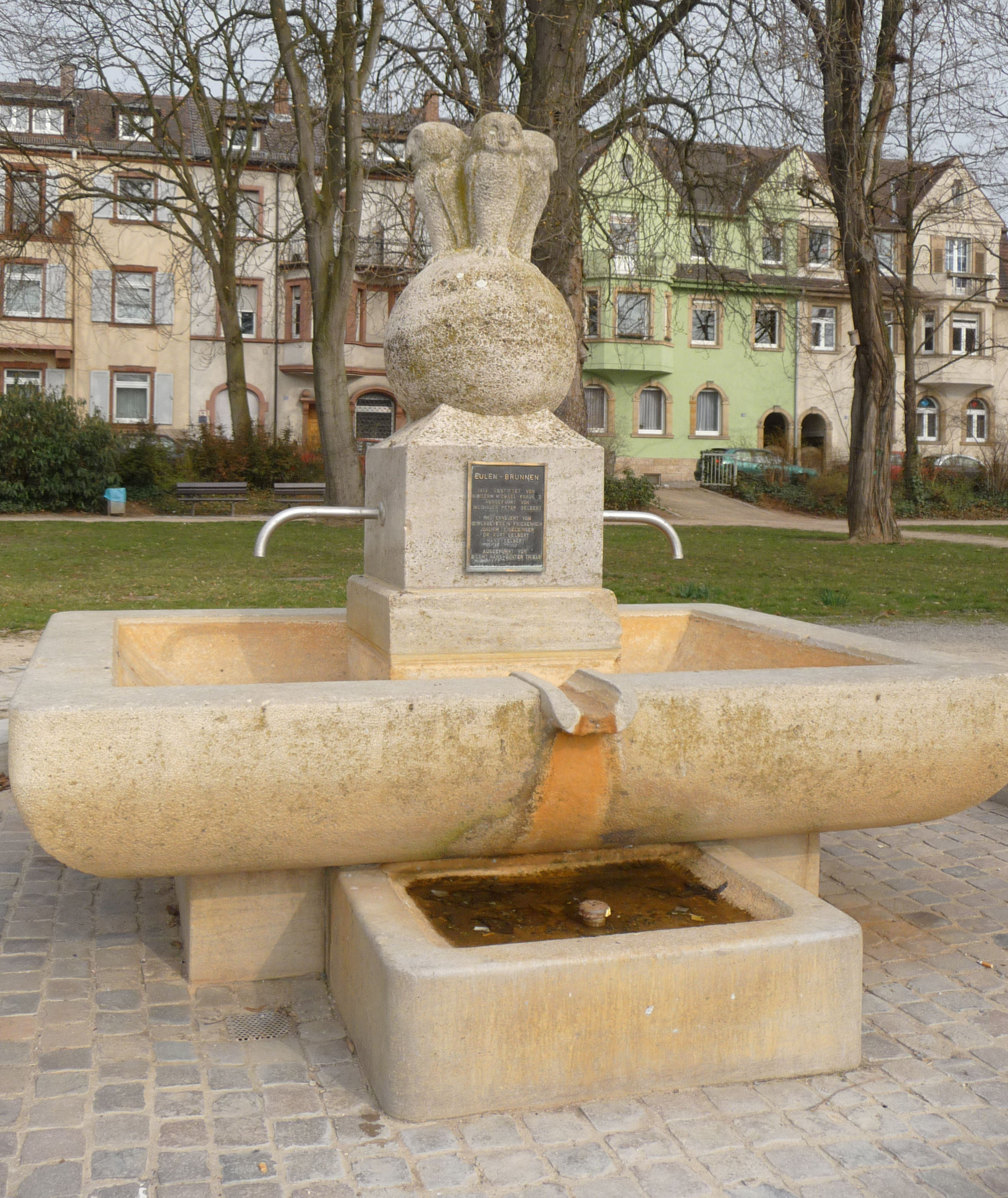
Der Eulenbrunnen in Ludwigshafen-Friesenheim

Der Eulenbrunnen im Ludwigshafener Stadtteil Friesenheim ist ein Denkmal aus dem Anfang des 20. Jahrhunderts.

## Beschreibung
Der Eulenbrunnen befindet sich an der Friesenstraße im „Friesenpark“. Es handelt sich um einen Schalenbrunnen mit stilisierten Eulen aus Gussstein. Der Brunnen wurde am 1. Dezember 1913 fertiggestellt, der Bildhauer war Peter Gelbert.